# Francisco Briceño
Francisco Briceño, né à Corral de Almaguer, province de Tolède et mort le 13 décembre 1575, est un ecclésiastique espagnol ayant rempli des fonctions en Amérique coloniale, dont celle de président de la Real audiencia de Santa Fe de Bogota.

## Biographie
Francisco Briceño est originaire de Corral de Almaguer, province de Tolède. Il a été oidor de Santafé et, dans ce rôle, avec le frère Juan de los Barrios, il fait la première évaluation du tribut des Indiens des provinces de Santa Fe et de Tunja.
Il officie comme juge de résidence de Sebastián de Belalcázar, soupçonné de la mort de Jorge Robledo.
Un temps gouverneur du Guatemala, il est envoyé dans le Royaume de Nouvelle-Grenade. Là, il préside la Real audiencia de Santa Fe de Bogota du 23 mars 1575 jusqu'à sa mort le 13 décembre de la même année. Le gouvernement est chargé de l'audiencia jusqu'à août 1578 lorsqu'est nommé un nouveau président, Lope Díez Aux de Armendáriz (es).